# Kpalevorgu
Kpalevorgu es una divinidad africana perteneciente a la mitología de la Región Norte de Ghana. Su lugar de residencia es el bosque sagrado de Malshegu, donde se aparece en forma de roca o canto rodado bajo un gran baobab.
El bosque sagrado de Malshegu, de apenas 0,8 hectáreas, protegido desde hace al menos 300 años y uno de los pocos bosques con dosel que quedan en este lugar, se encuentra rodeado de campos abiertos, propicios para la ganadería, junto al poblado de Malshegu, de unos 5.000 habitantes. Este bosque provee a los lugareños, que pertenecen al grupo étnico de los dagbani, de las semillas y hierbas que utilizan en sus rituales sagrados y como plantas medicinales.
Se dice que Kpalevorgu protegió a las familias que llegaron a este lugar hace tres siglos huyendo de las invasiones, y frente a los esclavistas árabes que recorrían esta ruta. Esto hizo que muchas familias vinieran a vivir a Malshegu, mientras Kpalevorgu recibía una adoración creciente. En la actualidad, se organiza un festival, el Durbar, para adorar y celebrar rituales en honor a este dios. En él se dan gracias a Kpalevorgu por la prosperidad recibida.
El bosque tiene su propio sacerdote, llamado kumbriyili, que es también el líder del pueblo.
Kpalevorgu, dios del bosque sagrado, forma parte de la compleja jerarquía de divinidades pertenecientes a las prácticas religiosas de Ghana, donde hay un dios masculino creador de todas las cosas y una diosa de la tierra que le sigue en importancia. En la comunidad de Malshegu, el líder religioso más importante se denomina Tindana, una mujer que se encarga de la distribución de la tierra, seguida por Kpalna, el sanador, protector del bosque sagrado y único que puede entrar en el bosque a buscar plantas medicinales, salvo durante los dos festivales Durbar, en que todos los lugareños pueden entrar con la supervisión del Kpalna.